# Хурити
Хуритите са древен народ от Близкия изток, появили се в Месопотамия от север около 24 век пр.н.е. Те създават множество малки държави в Северна Месопотамия и Древна Сирия. Най-голямата и най-силна хурийска държава е царството Митани, съществувало от 1430 пр.н.е. до унищожаването му от Асирия през 1270 пр.н.е.
Няколко други древни народа в региона, включително кеседите, субарийците, каситите и лулуби, в определен момент са определяни като хурити. В последните години, особено след откриването на призмата от Тикунани, все повече привърженици печели теорията, че хабиру, смятани по-рано за древните евреи, може би също са хуритски народ.

## Заселване в Месопотамия
Произходът на хуритите, както и общественото им устройство, са неясни. Те говорят аглутинативен език, обикновено наричан хуритски, който не е свързан със съседните семитски и индоевропейски езици, а е видимо близък до урартийския (език, говорен около хилядолетие по-късно в Североизточна Анатолия) и може би има много далечна връзка с днешните севернокавказки езици.
Около 24 век пр.н.е. хуритите се разселват на юг от планините Загрос и може би от Анатолийското или Арменското (може и Иранското плато) в Азия. През следващите столетия, хуритски имена се появяват спорадично в Северна Месопотамия. Присъствието им е документирано в Нузи, Уркеш и на други места. Те постепенно се инфилтрират и заемат широка дъга от плодородни земи от долината на река Хабур до подножието на планините Загрос.
Около 1775 пр.н.е., при управлението на Хамурапи, има сведения за навлизане на хурити във Вавилонското царство в района на Чагар Базар. Към 1725 пр.н.е. те попадат и в части от Северна Сирия, например в Алалах.

## Хуритски държави
Изглежда хуритите се превръщат в основна политическа сила след като попадат под властта на елит от външни завоеватели. Тези чужденци идват от Централна Азия и говорят или ведически санскритски, или близък предшественик на този език. Те кремират мъртвите и въвеждат употребата на коня и колесницата на бойното поле, събития с явни паралели със Северна Индия по същото време. Тази чужда аристокрация постепенно изоставя своя език и го заменя с хуритския, но запазва индоевропейските си имена, както и почитането на ведическите богове.
При тези чужди владетели хуритите значително разширяват териториите си на юг и запад. Не се образува обща хуритска империя, но около 1540-1520 пр.н.е. са създадени множество хуритски държави в Северна Месопотамия, особено в района на Ханигалбат по горното течение на Тигър, северно от Асирия. Към 1530 пр.н.е. между реките Ефрат и Белих е основана държавата Митани със столица Вашукани, вероятно разположена в Северна Сирия. Тя все още има предимно хуритско население и аристокрация с чужди имена. Митани бързо се превръща в център на хуритската сила и култура и не след дълго установява хегемония в Централна Месопотамия и горното течение на Тигър, включително над Асирия. Тази държава е унищожена от асирийците около 1270 пр.н.е.